# Eleições estaduais em Sergipe em 1974
As eleições estaduais em Sergipe em 1974 ocorreram em duas fases conforme previa o Ato Institucional Número Três e assim a eleição indireta do governador José Rollemberg Leite e do vice-governador Antônio Sotelo foi em 3 de outubro e a escolha do senador Gilvan Rocha, cinco deputados federais e quinze deputados estaduais aconteceu em 15 de novembro num ritual aplicado aos 22 estados e aos territórios federais do Amapá, Rondônia e Roraima. Os sergipanos residentes no Distrito Federal escolheram seus representantes no Congresso Nacional por força da Lei n.º 6.091 de 15 de agosto de 1974.
Formado em Engenharia Civil na Universidade Federal de Ouro Preto em 1935, José Rollemberg Leite foi professor de Física e Matemática até ocupar a Secretaria de Educação e depois a Secretaria de Obras Públicas nas interventorias de Milton Azevedo e Augusto Maynard Gomes. Sobrinho de Augusto César Leite e Júlio César Leite, foi eleito governador de Sergipe pelo PSD em 1947. Após o mandato assumiu a direção estadual do Serviço Social da Indústria por duas vezes até chegar ao comando da Escola de Minas de Ouro Preto. Tentou voltar ao governo do estado em 1958, mas foi derrotado. Contudo elegeu-se suplente de senador na chapa de seu irmão, Francisco Leite Neto, em 1962. Efetivado após a morte do titular em 1964, migrou à ARENA no ano seguinte chegando mais tarde à presidência do diretório estadual e em 1974 foi escolhido governador de Sergipe pelo presidente Ernesto Geisel.
O resultado da eleição para senador deu vitória ao médico Gilvan Rocha. Nascido em Propriá ele possui formação pela Universidade Federal da Bahia com pós-graduação em Ginecologia Oncológica feita em Portugal e antes de estrear na política via MDB lecionou na Universidade Federal de Sergipe e foi secretário de Saúde no governo Lourival Batista.

## Resultado da eleição para governador
A eleição foi realizada pela Assembleia Legislativa de Sergipe.
| Candidatos a governador do estado | Candidatos a vice-governador | Número | Coligação             | Votação | Percentual |
| --------------------------------- | ---------------------------- | ------ | --------------------- | ------- | ---------- |
| José Rollemberg Leite ARENA       | Antônio Sotelo ARENA         | -      | ARENA (sem coligação) | 12      | 100%       |
| Fontes:                           |                              |        |                       |         |            |

## Resultado da eleição para senador
Conforme o acervo do Tribunal Superior Eleitoral foram apurados 190.065 votos nominais (85,85%), 20.657 votos em branco (9,33%) e 10.682 votos nulos (4,82%) resultando no comparecimento de 221.404 eleitores.
| Candidatos a senador da República | Candidatos a suplente de senador | Número | Coligação             | Votação | Percentual |
| --------------------------------- | -------------------------------- | ------ | --------------------- | ------- | ---------- |
| Gilvan Rocha MDB                  | Antônio Cabral Tavares MDB       | -      | MDB (sem coligação)   | 103.454 | 54,43%     |
| Leandro Maciel ARENA              | Arnaldo Garcez ARENA             | -      | ARENA (sem coligação) | 86.611  | 45,57%     |
| Fontes:                           |                                  |        |                       |         |            |

## Deputados federais eleitos
São relacionados os candidatos eleitos com informações complementares da Câmara dos Deputados.

Representação eleita
  ARENA: 4
  MDB: 1

| Deputados federais eleitos | Partido | Votação | Percentual | Cidade onde nasceu | Unidade federativa |
| José Carlos Teixeira       | MDB     | 33.713  |            | Itabaiana          | Sergipe            |
| Raimundo Diniz             | ARENA   | 25.526  |            | Aracaju            | Sergipe            |
| Celso Carvalho             | ARENA   | 23.003  |            | Simão Dias         | Sergipe            |
| Francisco Rollemberg       | ARENA   | 19.273  |            | Laranjeiras        | Sergipe            |
| Passos Porto               | ARENA   | 18.090  |            | Itabaiana          | Sergipe            |
| Fontes:                    |         |         |            |                    |                    |

## Deputados estaduais eleitos
Das quinze cadeiras na Assembleia Legislativa de Sergipe a ARENA levou onze e o MDB quatro.

Representação eleita
  ARENA: 11
  MDB: 4

| Deputados estaduais eleitos | Partido | Votação | Percentual | Cidade onde nasceu | Unidade federativa |
| Eliziário Silveira Sobral   | ARENA   | 9.481   | 4,28%      | Itaporanga d'Ajuda | Sergipe            |
| Djenal Queiroz              | ARENA   | 8.618   | 3,89%      | Frei Paulo         | Sergipe            |
| Heráclito Rollemberg        | ARENA   | 7.383   | 3,33%      | Laranjeiras        | Sergipe            |
| Guido Azevedo               | MDB     | 7.059   | 3,18%      | Neópolis           | Sergipe            |
| Antônio Carlos Valadares    | ARENA   | 6.843   | 3,09%      | Simão Dias         | Sergipe            |
| José Teles                  | ARENA   | 6.841   | 3,08%      | Itabaiana          | Sergipe            |
| Cleonâncio Fonseca          | ARENA   | 6.425   | 2,90%      | Boquim             | Sergipe            |
| Jackson Barreto             | MDB     | 6.393   | 2,88%      | Santa Rosa de Lima | Sergipe            |
| Francisco Vieira da Paixão  | ARENA   | 6.082   | 2,74%      | Campo do Brito     | Sergipe            |
| Francisco Passos            | ARENA   | 5.905   | 2,66%      | Ribeirópolis       | Sergipe            |
| Oviedo Teixeira             | MDB     | 5.844   | 2,63%      | Itabaiana          | Sergipe            |
| Horácio de Góis             | ARENA   | 5.770   | 2,60%      | Riachão do Dantas  | Sergipe            |
| Luciano Andrade Prado       | ARENA   | 5.497   | 2,48%      | Aracaju            | Sergipe            |
| Hélio Dantas                | ARENA   | 5.017   | 2,26%      | Aracaju            | Sergipe            |
| Leopoldo de Souza           | MDB     | 4.154   | 1,87%      | Estância           | Sergipe            |
| Fontes:                     |         |         |            |                    |                    |